# Moundsville
La ville de Moundsville est le siège du comté de Marshall, situé dans l’État de Virginie-Occidentale, aux États-Unis. Sa population s’élevait à 9 318 habitants lors du recensement de 2010, estimée à 8 401 habitants en 2018.

## Toponymie
La ville tient son nom du Grave Creek Mound (en), un tumulus préhistorique situé sur son territoire.

## Géographie
Moundsville est située sur les bords de l’Ohio, dans l’aire statistique métropolitaine de Wheeling.

## Histoire
Moundsville est créée en 1771 par Samuel et James Tomlinson. Elle est incorporée en 1832 et fusionne avec Elizabethtown en 1865. La « Fostoria Glass Company », une entreprise spécialisée dans la verre travaillé à la main était basée dans la ville de 1891 à 1986. Le pénitencier d'État de Virginie-Occidentale se trouvait à Moundsville de 1867 à 1995.

## Démographie
| Groupe            | Moundsville | Virginie-Occidentale | États-Unis |
| ----------------- | ----------- | -------------------- | ---------- |
| Blancs            | 97,5        | 93,9                 | 72,4       |
| Noirs             | 0,9         | 3,4                  | 12,6       |
| Métis             | 0,9         | 1,5                  | 2,9        |
| Asiatiques        | 0,4         | 0,7                  | 4,8        |
| Autres            | 0,2         | 0,4                  | 6,4        |
| Amérindiens       | 0,2         | 0,2                  | 0,9        |
| Total             | 100         | 100                  | 100        |
|                   |             |                      |            |
| Latino-Américains | 1,1         | 1,2                  | 16,7       |

Selon l'American Community Survey, pour la période 2011-2015, 97,42 % de la population âgée de plus de 5 ans déclare parler l'anglais à la maison, 0,98 % déclare parler l'espagnol et 1,60 % une autre langue.

## Galerie

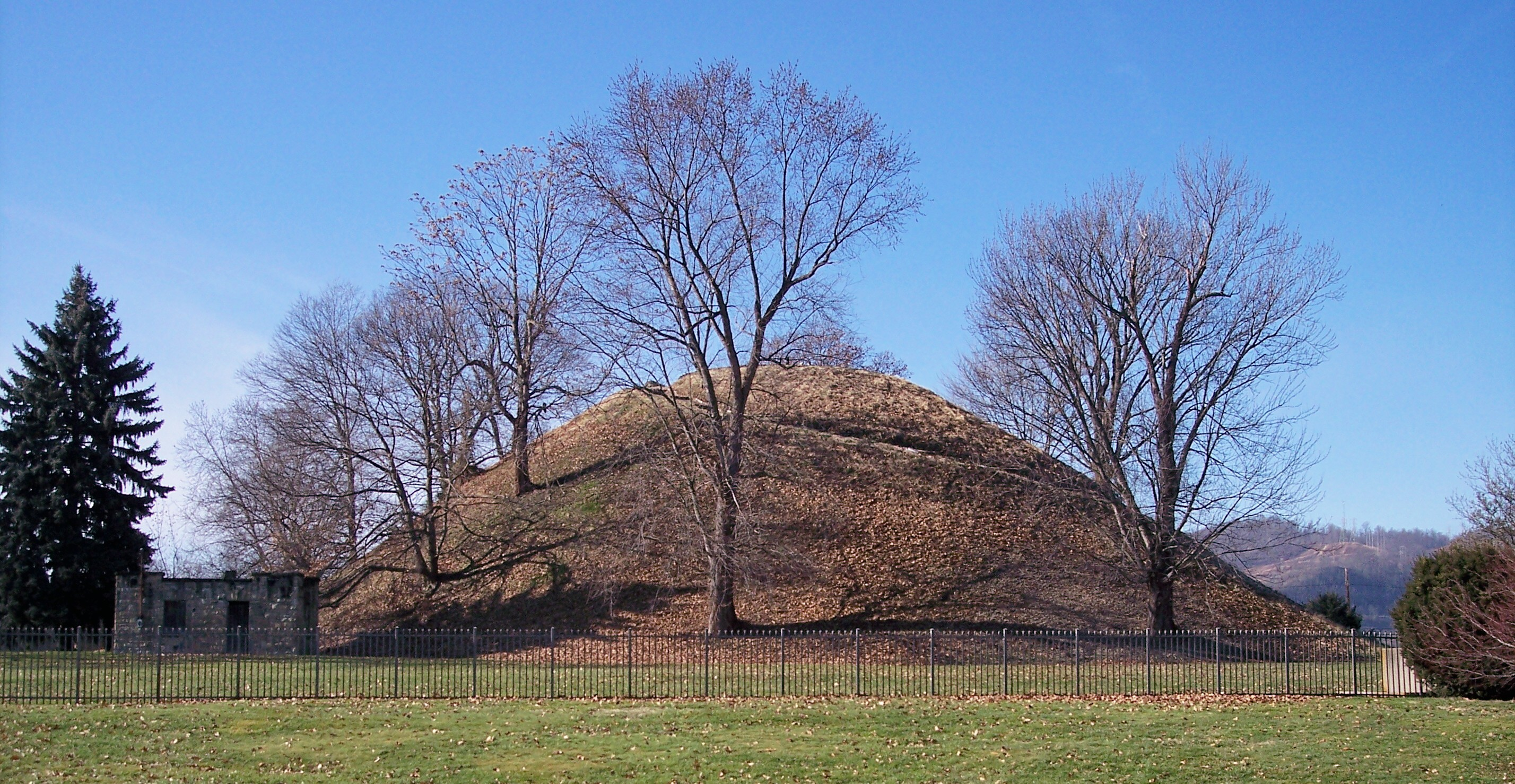
Grave Creek Mound
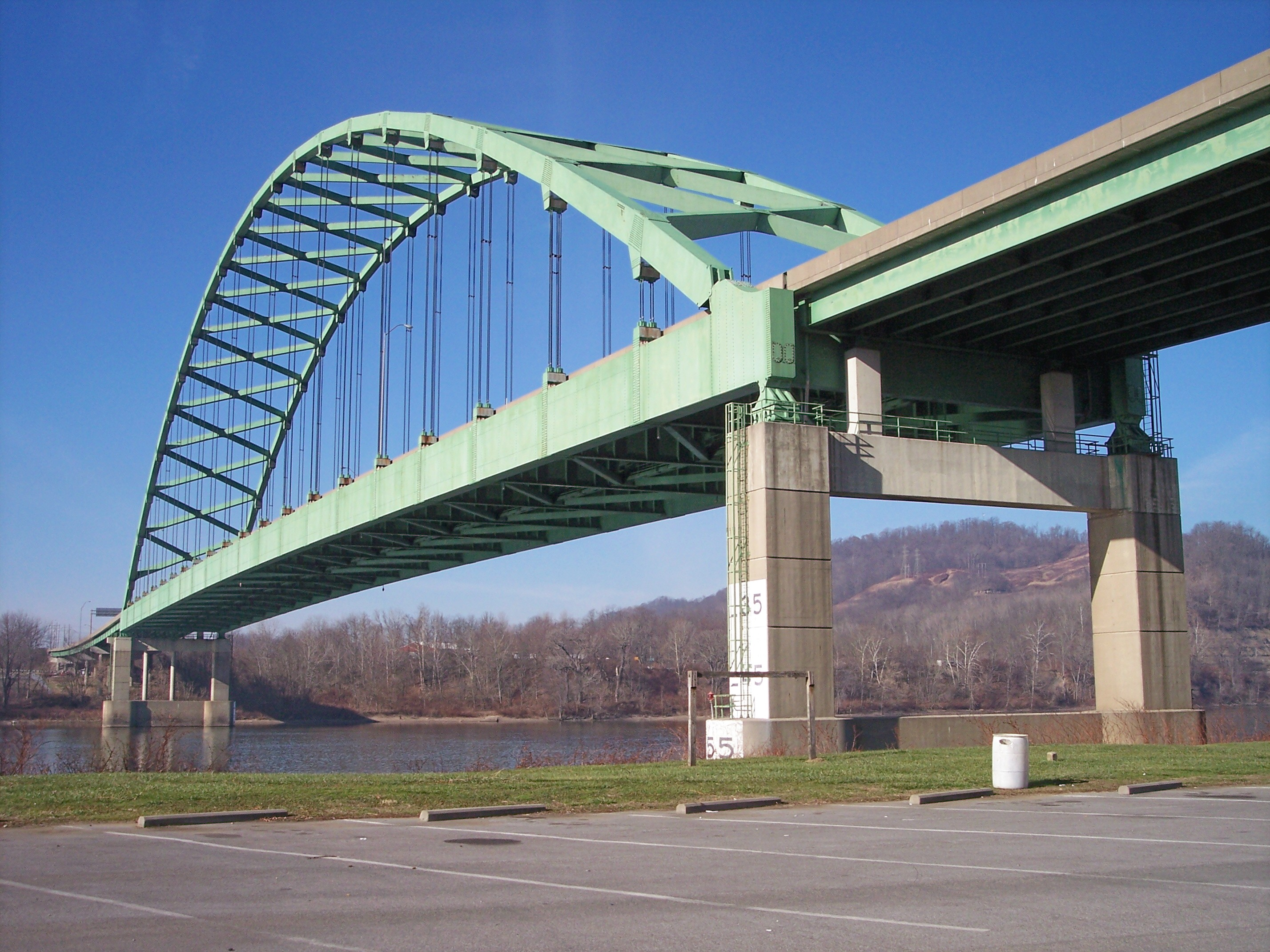
Le pont sur l’Ohio
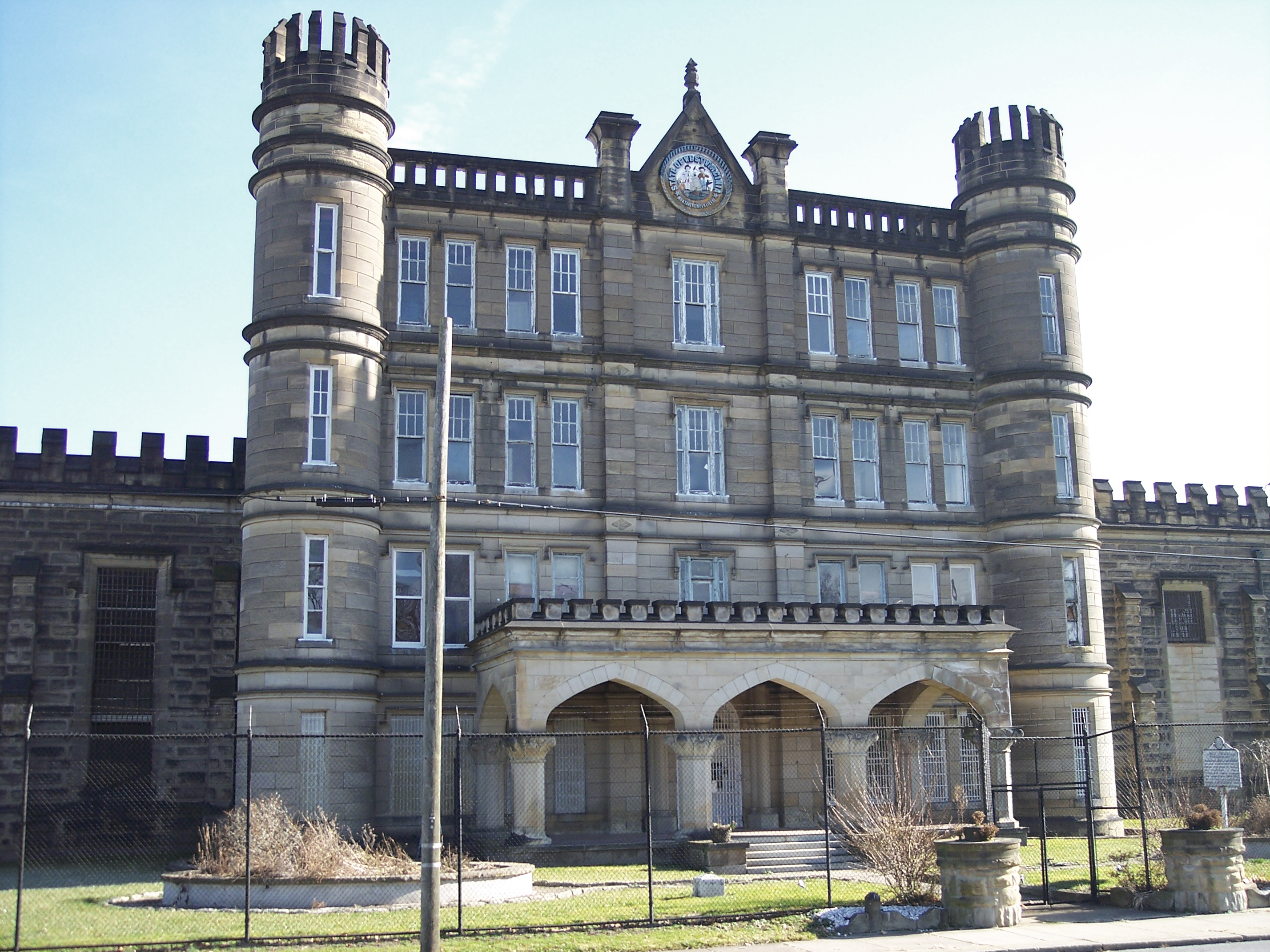
L’ancien pénitencier

## Personnalités nées dans la ville
- Joseph W. Gallaher (en), homme d'affaires du XIXe siècle.
- Davis Grubb, (1919-1980), écrivain.
- Arch A. Moore, Jr. (en) (1923-2015), ancien gouverneur de l'État.
- Frank De Vol, (1911-1999), compositeur et acteur.
- Adrian Melott, (1947-), physicien.

## Source
- (en) Cet article est partiellement ou en totalité issu de l’article de Wikipédia en anglais intitulé « Moundsville, West Virginia » (voir la liste des auteurs).

1. ↑  (en) http://www.naco.org/Counties/Pages/FindACounty.aspx
2. ↑  (en) Linda S. Comins, Moundsville, in Ken Sullivan (éd.), The West Virginia Encyclopedia, West Virginia Humanities Council, Charleston (Virg. Occ.), 2006, 927 p. (ISBN 0-9778498-0-5), p. 505
3. ↑  (en) Marshall County History
4. ↑  (en) Stan Bumgardner, in Ken Sullivan (éd.), The West Virginia Encyclopedia, West Virginia Humanities Council, Charleston (Virg. Occ.), 2006, 927 p. (ISBN 0-9778498-0-5), p. 505
5. ↑  (en) « Population and Housing Unit Estimates » (consulté le 4 juin 2019)
6. ↑  (en) Bureau du recensement des États-Unis, « Census of Population and Housing » (consulté le 27 août 2013)
7. ↑  (en) « Population Estimates » [archive du 22 mai 2015], Bureau du recensement des États-Unis (consulté le 19 juin 2015)
8. ↑  (en) « Moundsville, WV Population - Census 2010 and 2000 », sur censusviewer.com (consulté le 12 avril 2016).
9. ↑  (en) « Population of West Virginia - Census 2010 and 2000 », sur censusviewer.com (consulté le 12 avril 2016).
10. ↑  (en) « Language spoken at home by ability to speak English for the population 5 years and over », sur factfinder.census.gov (consulté le 22 mars 2017)